# 히요리산 (센다이시)

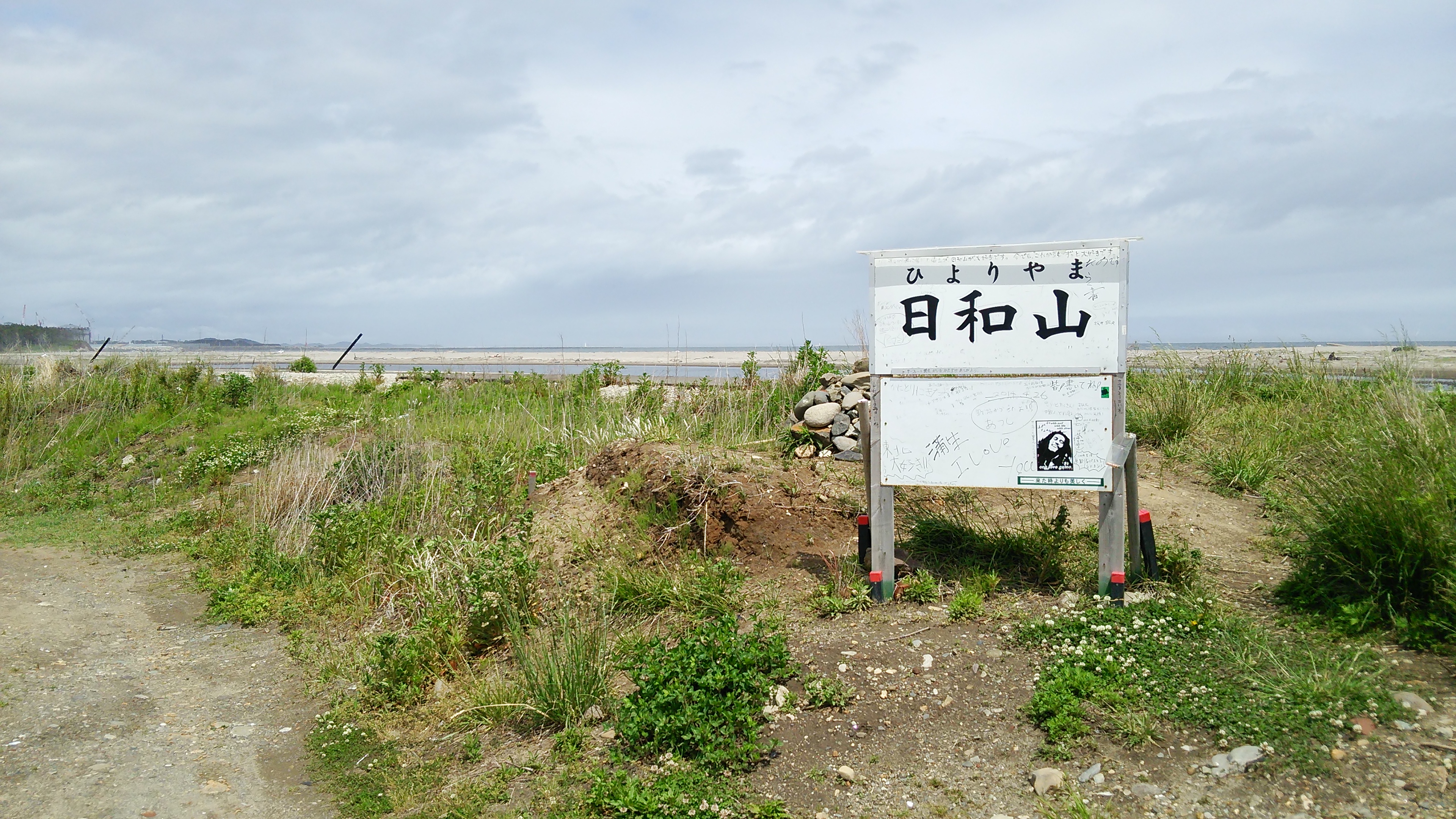

히요리산(일본어: 日和山 히요리야마[*])은 미야기현 센다이시 미야기노구에 있는, 표고 3 미터의 산이다. 1991년부터 1996년까지, 그리고 2014년 4월 9일부터 다시 국토지리원에서 “일본에서 가장 낮은 산”으로 인증하고 있는 것으로 알려져 있다.
센다이시 북동단의 태평양 센다이만에 접한 장소에 있으며, 나나키타강 하구의 북측, 가모우 간석지 서측에 위치한 석가산이다.
옛날에는 해발 6.05 미터였고, 남북 약 40 미터, 동서 약 20 미터의 산괴를 가지고 소나무가 여러 그루 심어져 바다 쪽 조망이 좋아 해넘이 명소가 되기도 했다. 등산로는 남서측 사면에 1개 나 있고, 14개의 계단이 설치되어 있다. 쇼와시대에 히요리산 북쪽 기슭에 카와구치 신사가 천궁해왔다.
한동안 국토지리원의 지형도에 실려 있는 산들 가운데 제일 낮은 것으로 인정되었지만, 오오사카시의 텐포산이 더 낮다고 알려져 그 지위를 양보하게 되었다. 때문에 당시에는 산꼭대기의 “일본에서 제일 낮은 산” 입간판에 “원조”라는 글자를 덧붙여 놓았다.
2011년 3월 11일 발생한 동일본 대지진에 의해 지반침하가 발생했고, 지진해일을 직격으로 받은 히요리산은 가모우 간석지, 카와구치 신사와 함께 소멸했다. 그러나 현지 주민들이 그 장소에 자갈을 쌓아 올린 끝에 2014년 4월 9일 국토지리원에서 이 자갈더미를 해발 3 미터의 산으로 인정했다. 이로써 18년만에 “일본에서 제일 낮은 산”으로 돌아왔다.